# Urophora formosana
Urophora formosana är en tvåvingeart som först beskrevs av Tokuichi Shiraki 1933.  Urophora formosana ingår i släktet Urophora och familjen borrflugor.
Artens utbredningsområde är Taiwan. Inga underarter finns listade i Catalogue of Life.